# الحركة الأسيرة الفلسطينية
الحركة الأسيرة الفلسطينية هي مجموع من تم اعتقالهم من الأسرى والأسيرات الفلسطينيين منذ بداية الإحتلال العسكري الإنجليزي لفلسطين عام 1917 إلى الإحتلال الإسرائيلي عام 1948 حتى الآن، وكانت جذور الحركة الوطنية الفلسطينية الأسيرة زمن الإنتداب البريطاني لفلسطين الذي سجن الثوار وأعدمهم في سجن عكا عام 1933 وهم عطا الزير، ومحمد خليل جمجوم، وفؤاد حسن حجازي، والشيخ فرحان السعدى والشيخ يوسف أبو دية عام 1939 واعتقل العشرات من المقاومين أمثالهم.
فحرص الإحتلال الإسرائيلي منذ أن استخدم السجون كوسيلة لمعاقبة الفلسطينيين على إبقائهم في ظروف سيئة للغاية وعدم تلبية الإحتياجات الإنسانية الأولية، ومنعهم من ممارسة حياة طبيعية تنص عليها القوانين والمواثيق الدولية التي سُنت في مرحلة الحروب والنزاعات وتنص على حقهم في الملبس والمنام والسكن والمأكل والعلاج الطبي. وهدف الإحتلال من خلال السجن إلى تطويع الأسرى وكسر إراداتهم الوطنية وتحطيم معنوياتهم. ولكن رغم كل المعاناة التي عانى منها الأسرى إلا انهم استطاعوا توحيد أنفسهم باسم الحركة الأسيرة متحدين بذلك قمع الإحتلال وتحويل السجون إلى مراكز قيادة للعمل الوطني الفلسطيني.

## النشأة
تبلورت الحركة الأسيرة من العام 1967 في أعقاب هزيمة حزيران، واحتلال ما تبقى من فلسطين التاريخية، وزج الآلاف في معتقلات الإحتلال، حيث أصبحت حياة المعتقل ظاهرة بارزة في حياة الشعب الفلسطيني في أعقاب ظهور الحركات والتنظيمات الفلسطينية وبروز الأعمال الفدائية ضد الإحتلال الإسرائيلي.
وتميزت الحركة الأسيرة في السنوات الأولى لانطلاقة الثورة الفلسطينية المعاصرة بالتركيز على البعد التوعوي والتربوي الأمر الذي أسهم في صقل الطاقات بشكل أتاح الفرصة لبناء كادر قادر على القيادة وتحمل المسؤوليات، وهذا بطبيعة الحال كان له استحقاقات سددها الأسرى بالمعاناة والتحدي لأبشع قوة إحلالية، حتى أرسوا دعائم وأُسس الحركة الفلسطينية الأسيرة. وفي ظل غياب الإعلام لرفع صوت الأسرى في وجه الغطرسة الصهيونية كان للأحزاب والحركات السياسية تأثير كبير لبلورة قيادة الحركة الأسيرة وتنظيمها داخل السجون والمعتقلات. وكان محمود بكر حجازي الذي اعتقله الإحتلال بتاريخ 18 يناير 1965 أثناء تنفيذه عملية تفجير أحد الجسور قرب بلدة بيت جبرين في أراضي 48 بمحاذاة الخليل ليكون الأسير الأول الذي يولد من رحم الحركة الأسيرة الفلسطينية.

## عدد الأسرى في السجون
شكّلت سياسة الاعتقال الممنهجة التي اتبعتها المنظومة الاستعمارية الإسرائيلية إستهداف الوجود الفلسطيني، وكشف تقرير تابع للأمم المتحدة في 26 تشرين الثاني 2023 إن مليون فلسطيني تم اعتقالهم منذ احتلال إسرائيل فلسطين عام 1967. وحسب المركز الفلسطيني لحقوق الإنسان أُسر منذ حرب يونيو 1967 حتى الإنتفاضة الفلسطينية الأولى عام 1988 أكثر من 600,000 فلسطيني لمدة أسبوع أو أكثر بمعدل خُمس السكان قد سجنوا في وقت واحد منذ عام 1967.
وقُدر عدد الأسرى داخل السجون والمعتقلات الإسرائيلية حتى حزيران 2023 حوالي 5 آلاف أسير بينهم 160 طفلاً و31 امرأة، ومن بين إجمالي المعتقلين يوجد 23 أسير معتقلون قبل توقيع إتفاقية أوسلو الموقعة بين إسرائيل ومنظمة التحرير الفلسطينية عام 1993. وبلغ عدد الأسرى الذين ماتوا داخل السجون الإسرائيلية حوالي 237 منذ عام 1967 حتى منصف عام 2023، بينهم 12 معتقلاً تحتجز إسرائيل جثامينهم وترفض الإفراج عنها. فيما تعرض مئات من المعتقلين للاستشهاد بعد تحررهم من الأسر متأثرين بأمراض أصابتهم داخل السجون وفق تقارير فلسطينية. كما يعاني أكثر من 700 معتقل من أمراض بدرجات مختلفة بحاجة لرعاية صحية متواصلة، بينهم 24 أسير مصابون بالسرطان وأورام بدرجات متفاوتة. فيما بلغ عدد الصحفيين الفلسطينيين المعتقلين حتى يونيو 2023 حوالي 17 صحفيا.
- أبرز حالات الاعتقال الإسرائيلي للفلسطينيين:[13][14][15][16]

| الرقم | الفترة    | عدد المعتقلين                                    |
| ----- | --------- | ------------------------------------------------ |
| 1     | 1984-1967 | 100 ألف مواطن                                    |
| 2     | 1967-1987 | 420 ألف مواطن                                    |
| 3     | 1987-1994 | 210 الآف مواطن                                   |
| 4     | 1994-2000 | 10 الآف مواطن                                    |
| 5     | عام 2009  | وصل العدد 750 ألف مواطن                          |
| 6     | عام 2014  | وصل العدد إلى 805 الآف مواطن                     |
| 7     | عام 2019  | وصل عدد من اعتقلوا حتى هذا العام إلى مليون مواطن |
| 8     | عام 2022  | 7 الآف مواطن بينهم 882 طفل و 172 مرأة            |

### الأسرى الإداريين
سجل الاعتقال الإداري منذ عام 1976 حتى عام 2014 أكثر من 50 ألف حالة اعتقال، بينما خلال الأعوام من (1987- 1994) صدر نحو 19 ألف أمر اعتقال، وفي الإنتفاضة الثانية اقترب نحو 18 ألف حالة اعتقال، وفي عام 2022 تم اعتقال 2,409 فلسطيني وكان الأعلى منذ أكثر من 10 أعوام. وحتى نهاية شهر أكتوبر 2023 وصل عدد المعتقلين الإداريين دون تهمة إلى 2,070 حالة، ومن غزة 105 حالة، ما دفع نحو 75 أسير إلى خوض معركة الأمعاء الخاوية احتجاجاً على عدة إجراءات تعسفية ومعظمها كانت إضرابات ضد الاعتقال الإداري.
وبحسب هيئة شؤون الأسرى الفلسطينية تصاعدت بشكل كبير جرائم الاعتقال الإداري عقب معركة طوفان الأقصى حيث أصدرت إسرائيل خلال أكتوبر نحو 1,034 أمر اعتقال إداري، من بينها 904 أوامر جديدة و130 أمر تجديد.

#### أبرز السجون الإسرائيلية
منذ عام 1967 شرعت قوات الإحتلال الإسرائيلي وبسبب تصاعد المقاومة لإنشاء العديد من السجون والمعتقلات ومنها:
سجن عسقلان: أنشئ في عهد الإنتداب البريطاني وكان مقرًا لقيادة الجيش البريطاني في عسقلان وخصص بعدها مركزًا للتحقيق مع الثوار وتوقيفهم.
سجن جلبوع: يقع في شمال فلسطين افتتح عام 2004 في منطقة بيسان.
سجن شطه: يقع في منطقة وادي جالود بالقرب من سجن جلبوع، وهو واحد من خمسة سجون مزودة بأعلى المستويات الأمنية. وبحسب إسرائيل فإن كل من يوضع بداخل هذا السجن هو مصنف بأنه على مستوى عالٍ من الخطر.
سجن الرملة: تابع لمديرية مصلحة السجون الإسرائيلية ويشمل:عيادة، عزل، وسجن ماجين، ومعتقل نفي ترتسيا.
سجن نفحة: يبعد 100 كم عن مدينة بئر السبع، و200 كم عن مدينة القدس، ويعد من أشد السجون قسوة.
سجن رامون: أنشىء عام 2006 إلى جانب سجن نفحة الصحراوي لسجن الأسرى ذوي الاحكام العالية ويحتوي على زنازين للعزل.
سجن بئر السبع – إيشل: وهو سجن كبير يتضمن أربعة سجون كل واحد منها منفصل عن الآخر. وهم عزل أوهلي كيدار، وإيشيل للسجناء الأمنيين، وسجن ديكل للسجناء الجنائيين، وعزل أيلا الذي يستخدم للعزل في حالات معينة كالإضراب عن الطعام.
سجن ريمونيم: مجمع سجون ويضم سجن أوفيك، وسجن هشارون، وسجن هداريم.
سجن الدامون: أقيم في عهد الإنتداب البريطاني وكان إسطبلًا للخيل آنذاك، تم إعادة افتتاحه خلال انتفاضة الأقصى عام 2000 ويقع شمال فلسطين المحتلة وتحتجز فيه الأسيرات.
سجن مجدو: يقع في منطقة مرج ابن عامر ويتبع منطقة حيفا، وتعتبر منطقة مجدو مكاناً عسكرياً قديماً وقد تم افتتاحه للأسرى الأمنيين الفلسطينيين في شهر مارس عام 1988.
سجن النقب الصحراوي: موجود في صحراء النقب على بعد 45 كيلومترًا إلى الجنوب الغربي من بئر السبع، افتتح في مارس 1988 وأغلق في 1995، ثم أعيد فتحه في عام 2002 خلال الإنتفاضة الثانية.
سجن عوفر: أنشئ على أراضي بلدة بيتونيا جنوب غرب مدينة رام الله فترة الإنتداب البريطاني، ويحتوي السجن على محكمة عسكرية ومركز توقيف، وقسم تحقيق تابع إدارياً للمسكوبية.
السجن السـري 1391: مكان السجن مجهول، ولكن ذكرت صحيفة هآرتس أن السجن عبارة عن بناية من الإسمنت تتوسط كيبوتس وسط إسرائيل، بالكاد ترى في أعلى التلة لأنها محاطة بالأشجار الحرجية والجدران المرتفعة وهناك برجي مراقبة للحراسة، ولقد حذفت الرقابة الإسرائيلية كل المعلومات التي تتعلق بموقع هذا السجن من الإعلام الإسرائيلي لذا لا وجود له في الصور الجوية الرسمية، شأنه شأن المنشآت العسكرية الأخرى، وتظهر مكانه حقول وتلال أحضرت صورها من مكان آخر لتوضع بطريقة تخفي كل أثر للمعسكر في الصور الجوية. وتنتهك بداخله كافة القوانين والمواثيق الدولية والإنسانية بشكل فظيع وهو السجن الوحيد الذي لا يعرف المعتقلون فيه مكان احتجازهم.
مراكز تحقيق منها (الجلمة، المسكوبية، بتاح تكفا، سالم، معسكر حوارة وعتصيون).
معتقلات تم إغلاقها (سجن غزة المركزي، معسكر اعتقال أنصار (2)، سجن رام الله المركزي، سجن الخليل المركزي، سجن نابلس المركزي، سجن جنيد، سجن جنين المركزي، سجن طولكرم المركزي، معتقل الفارعة، معتقل الظاهرية، معتقل عناتا ومعسكر أنصار الذي أنشئ عام 1982 إبان الاجتياح الإسرائيلي للجنوب اللبناني وأغلق عام 1999).

## الأسيرات
تعرضت أكثر من 16,000 فلسطينية للاعتقال في سجون الإحتلال الإسرائيلي على مدار سنوات الصراع الطويلة مع إسرائيل وكانت أكبر عمليات اعتقال بحق النساء الفلسطينيات فترة الإنتفاضة الفلسطينية الأولى عام 1987 إذ وصل عدد حالات الاعتقال في صفوفهن إلى نحو 3,000 فلسطينية، أما خلال الإنتفاضة الفلسطينية الثانية (انتفاضة الأقصى) عام 2000 فقد وصل عدد حالات الاعتقال بحق النساء إلى نحو 900 فلسطينية. وتكتسب التجربة النضالية النسوية صفة متميزة رغم التشابك مع تجربة الأسرى الا ان ما تتعرض له الأسيرات الفلسطينيات منذ لحظة اعتقالهن على أيدي قوات الإحتلال الإسرائيلي للضرب والإهانة والسب والشتم وعمليات التضييق عليهن حال وصولهن مراكز التحقيق حيث تمارس بحقهن كافة أساليب الضغط سواء النفسية منها أو الجسدية، كالضرب والحرمان من النوم والشبح لساعات طويلة، والترهيب والترويع دون مراعاة لأنوثتهن واحتياجاتهن الخاصة. إن مشاركة المرأة في النضال أعطى المجتمع الفلسطيني عمق ونضج وطني إستثنائي.

## نضال الأسرى
من أبرز الوسائل النضالية والتي تسلَّح بها الأَسرى من أجل نيل حقوقهم الإنسانية سلاحُ الإضراب عن الطعام، أو ما يُطلَق عليه معركةُ الأمعاء الخاوية. ويلجأ الأسرى إلى وسائل نضالية أخرى كالعصيان الذي تتخلَّله خطوات احتجاجية مثل إلقاء الملابس والأبراش (التخت) خارج غرف الأَسر وإحراق الأمتعة.
ويشكل الإضراب عن الطعام بإستثناء الماء وقليل من الملح أخطر الخطوات والأقسى التي يلجأ إليها الأسرى لما يترتب عليها من مخاطر جسدية ونفسية وصلت في بعض الأحيان إلى إستشهاد عدد منهم، وكانت أول تجربة فلسطينية في سجن نابلس في أوائل عام 1968 حيث خاض الأسرى إضراباً استمر لمدة ثلاثة أيام احتجاجاً على سياسة الضرب والإذلال التي كانوا يتعرضون لها على يد الجنود الإسرائيليين، وللمطالبة بتحسين أوضاعهم المعيشية والإنسانية.

## إنجازات الأسرى
- استطاعت الحركة الأسيرة ورغم كل الظروف القاسية وسياسة القمع العنصرية من بناء هيكل قيادي وتنظيمي أدى إلى النهوض بواقع الأسرى في المعتقلات وقد استطاع الأسرى تحويل المعتقلات الصهيونية إلى قلاع للعلم من خلال إقامة الدورات التدريبية في مجالات التعليم والمهن والأمن ومحو الأمية، مما أكسب الأسير خبرات جديدة داخل السجن.[5][28]
- حققت الحركة الأسيرة مطالب الأسرى والسماح لهم بالنوم بعد العد الصباحي وارتداء الملابس المدنية، وزيادة وجبات الطعام، والسماح بإدخال التلفاز والراديو والكتب وزيارة الأهالي والتقدم لإمتحان الثانوية والدراسة الجامعية.
- اطلاع الحركة الأسيرة في سجون الإحتلال على مستجدات الوضع الفلسطيني والمشاركة في إتخاذ القرار الفلسطيني والتأثير فيه مثل وثيقة الأسرى التي شكلت أرضية لإنجاز إتفاق مكة حول المصالحة الفلسطينية وتمكنت من تشكيل جبهة دعم واسناد شعبية فلسطينية وعربية وتشكيل مؤسسات حقوقية تعنى بملف الأسرى وحقوق الإنسان.
- سجل الأسرى سلسلة من الأبحاث والدراسات والمقالات والقصائد الشعرية والكتب داخل السجن فيما يعرف بأدب السجون.
- حصل الأسرى على الشهادات الثانوية والجامعة داخل السجن، وبعضهم تقدم للدراسة الجامعية في الجامعات الفلسطينية والعبرية ومنهم من حصل على شهادة الماجستير والدكتوراة.[29]
- استطاع الأسرى التواصل مع العالم الخارجي رغم الوسائل الصهيونية الساعية لإبعاد الأسرى عن محيطهم الفلسطيني وذلك من خلال زيارات المحامين والأهالي لأبنائهم الأسرى.
- شكل الأسرى لجاناً إعلامية داخل السجون تتواصل مع وسائل الإعلام تزودهم بأخبار الأسرى ومقالات دورية تتعلق بالأسرى أو الوضع السياسي، أما داخل السجن فنشاطها يتركز في الدورات التثقيفية ومجلة أخبار حائطية تتابع المستجدات داخل السجون وخارجها.